# Knucks
Knucks (geboren am 12. November 1994, London; bürgerlich Ashley Afamefuna Nwachukwu) ist ein britischer Rapper und Musikproduzent.

## Leben und Karriere

### Früheres Leben
Knucks wurde am 12. November 1994 in London geboren und ist nigerianischer Igbo-Abstammung. In den frühen 2000er Jahren, als er in der Londoner Innenstadt lebte, begann Knucks sich für Grime-Musik zu interessieren. In der 8. Klasse ging Knucks auf ein nigerianisches Internat, wo sich seine Liebe zur Musik weiter entwickelte. Als er im Alter von 14 Jahren nach London zurückkehrte, entdeckte Knucks die Musik von Nas (Illmatic) und Curren$y und wechselte von Grime zu Rap.
Im Alter von 16 oder 17 Jahren trat er zum ersten Mal vor Publikum auf, und zwar bei einer Open-Mic-Night, die von den Regent Studios in South Kilburn veranstaltet wurde. Seitdem hat er über 10 Singles veröffentlicht und seinen Durchbruch im britischen Grime gefeiert.

### 2014–2018, Veröffentlichung von Killmatic und Singles
Im Jahr 2014 veröffentlichte er sein erstes Mixtape Killmatic, dessen Titel eine Anspielung auf seine Heimatstadt Kilburn und das Nas-Album Illmatic ist. Im nächsten Jahr veröffentlichte er den Song „21 Candles“ auf SoundCloud. Der Song war ein kleiner Durchbruch für Knucks, dessen Musikvideo im März 2016 auf SB.TV Premiere feierte. Zwischen 2015 und 2018 veröffentlichte Knucks weiterhin eine Reihe von Singles, darunter „Breakfast at Tiffany’s“, „Turnover“, „Vows“ und die von Not3s unterstützte Single „Hooper“.

### 2019–20:NRG 105undLondon Class
2019 unterzeichnete Knucks einen Plattenvertrag mit Young Entrepreneurs Records und Island Records und veröffentlichte im Mai desselben Jahres sein Debütalbum NRG 105. Die EP, die zu Ehren von Knucks' verstorbenem Manager Nathan „NRG“ Rodney betitelt wurde, wurde durch die Singles „Rice & Stew“ und „Wedding Rings“ unterstützt und enthielt zehn Tracks (vier davon waren Skits), mit Gastauftritten von Oscar #Worldpeace und Wretch 32. „Home“, der Schlusstrack der EP, wurde 2023 von der British Phonographic Industry (BPI) mit Silber zertifiziert.
Knucks verließ das Label im Jahr 2020 und kehrte in die Unabhängigkeit zurück, wo er im September 2020 sein zweites Extended Play London Class herausbrachte. Inspiriert von der südkoreanischen Fernsehserie Itaewon Class, enthielt die EP zwölf Tracks (vier davon waren Skits, ähnlich wie bei NRG 105), mit Gastauftritten von Sam Wise, KXYZ, Loyle Carner, Venna und Kadiata.

### 2021–heute:Los Pollos HermanosundAlpha Place
2021 veröffentlichte Knucks „Los Pollos Hermanos“, eine Single, die von der fiktiven Fastfood-Restaurantkette Los Pollos Hermanos inspiriert war. Die Single bedeutete den Durchbruch für Knucks und wurde vom BPI mit Gold ausgezeichnet. Im Mai 2022 veröffentlichte er sein Debütalbum Alpha Place mit Gastauftritten von SL, Youngs Teflon, M1llionz, Sainté und Stormzy. Als Bonustrack war „Los Pollos Hermanos“ enthalten. Sieben Monate später, am 9. Dezember, erschien die Deluxe-Version von Alpha Place mit dem bereits zuvor veröffentlichten Kwengface-assistierten Track „Lucious“ und einem neuen Track mit dem Titel „Don’t Look Up“. Alpha Place wurde im August 2024 von der BPI mit Gold zertifiziert.
2023 erschien Knucks auf dem Titel „Qui?“ mit La Fève auf seinem Album 24.

## Diskografie

### Studioalben
| Jahr | Titel       | Höchstplatzierung, Gesamtwochen, AuszeichnungChartsChartplatzierungen (Jahr, Titel, Platzierungen, Wochen, Auszeichnungen, Anmerkungen) | Anmerkungen                       |
| Jahr | Titel       | UK | Anmerkungen                       |
| ---- | ----------- | --- | --------------------------------- |
| 2022 | Alpha Place | UK3 Gold · (5 Wo.)UK | Erstveröffentlichung: 6. Mai 2022 |

### Mixtapes
- 2014: Killmatic

### EPs
- 2019: NRG 105
- 2020: London Class

### Singles
| Jahr | Titel Album                       | Höchstplatzierung, Gesamtwochen, AuszeichnungChartsChartplatzierungen (Jahr, Titel, Album, Platzierungen, Wochen, Auszeichnungen, Anmerkungen) | Anmerkungen                                   |
| Jahr | Titel Album                       | UK | Anmerkungen                                   |
| ---- | --------------------------------- | --- | --------------------------------------------- |
| 2021 | Los pollos hermanos Alpha Place   | UK96 Platin · (1 Wo.)UK | Erstveröffentlichung: 12. März 2021           |
| 2022 | Leon the Professional Alpha Place | UK98 Silber · (1 Wo.)UK | Erstveröffentlichung: 3. März 2022            |
| 2022 | Die Hard Alpha Place              | UK61 (1 Wo.)UK | Erstveröffentlichung: 5. Mai 2022 mit Stormzy |

Weitere Singles
- 2019: Home (UK: Silber)
- 2022: Nice & Good (UK: Silber)